# Miguel Ángel Morro
Miguel Ángel Morro Muñoz (Alcalá de Henares, 11 de septiembre de 2000), más conocido como Morro, es un futbolista español que juega como portero en el Leixões S. C. de la Segunda División de Portugal.

## Trayectoria
Miguel Ángel Morro debutó como sénior el 3 de febrero de 2019 con el Rayo Vallecano B, en un partido de Tercera División frente al Leganés B.
El 11 de octubre de 2019 hizo su debut como profesional con el Rayo Vallecano en Segunda División, en un partido frente al C. D. Tenerife.
El 25 de agosto de 2021 firmó con el Club de Fútbol Fuenlabrada como cedido por una temporada. La siguiente regresó a Vallecas y el 25 de agosto de 2023 fue prestado al Villarreal C. F. "B". Acumuló otras cesiones las campañas posteriores, marchándose esta vez a Portugal para jugar en el F. C. Vizela y el Leixões S. C.

## Selección nacional
Miguel Ángel Morro fue internacional entre 2018 y 2019 con la selección de fútbol sub-19 de España.

## Clubes
| Club                          | País     | Año       |
| ----------------------------- | -------- | --------- |
| Rayo Vallecano "B"            | España   | 2019-2020 |
| Rayo Vallecano                | España   | 2020-act. |
| C. F. Fuenlabrada (cedido)    | España   | 2021-2022 |
| Villarreal C. F. "B" (cedido) | España   | 2023-2024 |
| F. C. Vizela (cedido)         | Portugal | 2024-2025 |
| Leixões S. C. (cedido)        | Portugal | 2025-act. |